# Aircrew Survival Egress Knife
Aircrew Survival Egress Knife, ASEK (с англ. — «нож выживания и обеспечения выхода авиационных экипажей») — нож выживания.

## Описание
Разработан компанией Ontario Knife Company. В первую очередь предназначен для оснащения лётчиков. Он имеет ряд особенностей, которые, как полагает производитель, помогают экипажу потерпевшего аварию самолёта покинуть его. На обухе ножа находится пила, заточка лезвия наполовину серрейторная. Навершие рукояти с торца имеет конусообразную форму. Так, данный нож можно использовать в качестве молотка, чтобы сломать акриловые стекла окон кабины или прорубить алюминиевую обшивку самолёта.
К ножу прилагается стропорез и алмазный брусок для правки лезвия.
Армия США приобрела 11881 ножей в 2004 и 2005 годах.

## Тактико-технические параметры[2]
Длина ножа,мм - 260
Длина клинка,мм - 127
Толщина клинка,мм - 4,76;
Вес ножа,г - 527